# John Bunyan

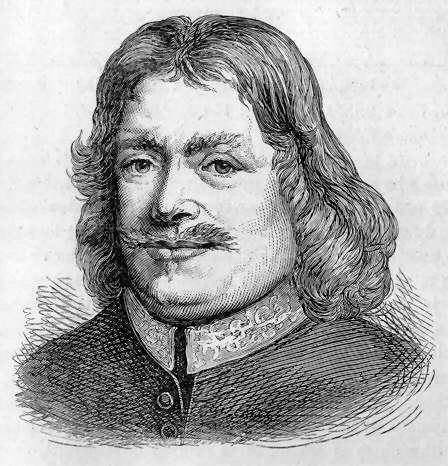
John Bunyans porträtt.

John Bunyan, född 28 november 1628 i Elstow, Bedfordshire, död 31 augusti 1688 i London, var en engelsk kristen predikant och författare. Bunyan skrev Kristens resa, en allegori som kom att bli världens näst mest sålda bok.
Bunyan fick aldrig någon utbildning utan var till yrket kittelflickare. Han predikade dock med viss framgång under flera års tid, från 1655, tills han slutligen fängslades för att ha predikat utan tillstånd. Han fälldes 1658 men fängslades inte förrän 1660. Han satt sedan fängslad till 1672 när Charles II utfärdade en ny religionsfrihetsförordning. Förordningen drogs dock tillbaka, och Bunyan fängslades åter i 6 månader 1675. Efter detta skulle Bunyan komma att undgå rättvisan på grund av sin popularitet.
Bunyan avled i sviterna efter en förkylning han ådrog sig på en resa till London 1688.
Bunyan är nästan uteslutande känd för Kristens resa men skrev flera andra böcker framförallt med religiöst tema.
- I Grace Abounding to the chief of sinners, 1666, (på svenska, Överflödande nåd mot den störste av syndare, 1946) förklarar Bunyan i ett självbiografiskt ljus sitt religiösa kall
- The Pilgrim's Progress, (Kristens resa), del 1 London 1678, del 2 1684, första utgåvan med bägge delarna 1728
- The Life and Death of Mr. Badman, en pseudobiografi, 1680
- The Holy War, allegori 1682

Han utgav också många volymer bestående i huvudsak av utbroderingar av predikotexter.
I sin teologi var Bunyan puritan. Viktigt inflytande hade Martin Luthers kommentarer till Galaterbrevet.
En sentida ättling till John Bunyan är sångerskan Vashti Bunyan.